# Уґода (Куявсько-Поморське воєводство)
Уґода (пол. Ugoda) — село в Польщі, у гміні Сіценко Бидґозького повіту Куявсько-Поморського воєводства.
Населення — 324 особи (2011).

## Демографія
Демографічна структура станом на 31 березня 2011 року:
|          | Загалом | Допрацездатний вік | Працездатний вік | Постпрацездатний вік |
| -------- | ------- | ------------------ | ---------------- | -------------------- |
| Чоловіки | 173     | 44                 | 118              | 11                   |
| Жінки    | 151     | 36                 | 94               | 21                   |
| Разом    | 324     | 80                 | 212              | 32                   |